# Карта российской науки
Карта российской науки — информационная система, созданная для регулярного автоматического обновления информации об учёных и организациях (включая показатели их деятельности), осуществления статистического анализа научно-исследовательской активности и обеспечения основы для создания аналитических материалов о состоянии российского сектора научных исследований и разработок. Была запущена 12 ноября 2013 года.
Информационная система «Карта российской науки» использовала только общедоступные данные, официально полученные из следующих источников:
- ООО «Научная электронная библиотека» (научные публикации, входящие в Российский индекс научного цитирования);
- Thomson Scientific Inc. (научные публикации, индексируемые в базе данных Web of Science, и массив данных по зарубежным патентам, выданным российским организациям);
- ФГБУ «Федеральный институт промышленной собственности» (информация по патентам на изобретения, полезные модели и промышленные образцы);
- ФГБУ  «Российская книжная палата» (информация по монографиям, учебникам для вузов, учебным пособиям для вузов и сборникам научных трудов).

В «Карте российской науки» были представлены сведения за период 2007—2016 гг., планировалась их последующая актуализация.
С самого начала проект являлся неоднозначным и подвергался критике научного сообщества. Цель системы — оптимизировать контроль за научной деятельностью в России со стороны государства средствами самих учёных.

## История проекта"Карта российской науки"
Суть проекта Карта российской науки – создание всеобъемлющей системы мониторинга научно-исследовательской деятельности РФ. Казалось бы проект нужный, что подтверждалось и выделенными 90 млн.руб. только на первый этап – а в ценах 2012 года это составляли беспрецедентные 3 млн. долл. США. Проект должен был стать «витриной» тогдашнего нового «молодёжного» состава Минобрнауки во главе с Д.В.Ливановым. Но тут, как обычно «что-то пошло не так».
Уже при самом проведении конкурса по разработке КРН неожиданно победителем оказалось российское представительство частной консалтинговой компании PricewaterhouseCoopers (PwC), при этом опередив гораздо более дешёвые заявки от МГУ, МГТУ и других научно-образовательных организаций. Уже тогда это вызвало большие вопросы – почему конкурс выигрывает аудиторская компания, никак не относящаяся к науке и образованию, не занимающаяся библиометрией и не имеющая опыта мониторинга в сфере R&D. Так что отношение научных работников к этому проекту изначально было довольно скептическое. Что же, по словам Кота Матроскина: "Средства у нас есть - у нас ума не хватает" и иностранная компания PwC взялась исполнять условия контракта. Интересно, что на сайте организации нет информации об этом успешном сотрудничестве с Минобрнауки и вообще информации о «Карте российской науки». Создание сайта КРН было перепоручено PwC другой компании - ООО «ЭйТи Консалтинг» и за сумму «всего» в 27 млн.руб.. К сожалению, на сайте данной организации тоже нет никаких упоминаний об данном проекте а Минобрнауки даже не указано среди клиентов компании .
Дальнейшую ситуацию можно охарактеризовать словами В.Высоцкого: «Так это были ещё цветочки». Система была создана и сдана в «тестовую эксплуатацию» и тут же к её функционалу пошёл вал замечаний - как по задумке, так и по технической реализации. Хороший технический разбор функционирования КРН имеется на Хабре, а основная претензия была в том, что декларируемая система как автоматическая по факту вылилась в беспрерывную переписку с администраторами о корректировке тех или иных данных. Более того, с увеличением числа пользователей после обязательного условия использования КНР при конкурсах грантов Президента РФ и Минобрнаки администраторы сайта просто не смогли справиться с огромным объёмом запросов и отладка системы просто прекратилась.
В дальнейшем судьба ещё «помотала» многострадальную КРН по разным ведомствам. Систему, так и не вышедшую в рабочий режим эксплуатации передали на баланс ГПНТБ. К чести библиотеки её сотрудники старались как-то решать проблемы с пользователями и даже принимали участие в обсуждении проблем работы сайта на разных научных форумах. Однако «врождённые болезни» КРН исправить так и не удалось, и при проверке Счётной палаты деятельность ГПНТБ была признана неудовлетворительной. За доработку КРН брался и ООО «АЛЬТ-ЛАН Д.С.», но результат также оказался неудовлетворительным. В результате окончательный бюджет КРН превысил астрономические 450 млн.руб. а сама база данных оказалась «захоронена» где-то на серверах ЦИТиС.

## Полемика вокруг"Карты российской науки"
Интерес к этому, казалось бы «почившему в мире» проекту, возник после резонансной статьи в "Известиях" о возбуждении прокурорского расследования в отношении экс-чиновников Минобрнауки. Вслед за этим появляется ответ уже от «Новой газеты», где ряд уважаемых людей фактически заступаются за проект "Карта российской науки" (КРН) и его реализацию, в том числе приводятся слова вице-президента РАН А.Р.Хохлова: «”Карта российской науки” работала, ею пользовались.» Это вызвало большое недоумение в обществе, так как сам А.А.Хохлов был членом Совета по науке при Минобрнауки РФ, который фактически и прекратил существование КРН, где было дословно сказано: «Совет призывает МОН впредь не использовать “Карту российской науки” для каких-либо целей.» Таким образом создаётся впечатление об «охоте на ведьм» - когда «кровавые» прокуроры преследуют прогрессивную общественность и «душат прекрасные порывы». Или всё-таки «нет дыма без огня»?  Казалось бы, приведённые факты однозначно свидетельствуют об очередном неудачном проекте, если бы не упомянутая выше статья в «Новой газете». Ведь не могут же столько умных людей ошибаться, когда дают высокие оценки работе КРН. Может быть критика учёных была необоснованной?
Разберём аргументы «адвокатов дьявола» по пунктам:
1. Анонимный представитель PwC утверждает, что в «…России отсутствовала система… данных о результативности научной деятельности … в масштабах всей страны». Вот это уже по-Булгаковски «случай так называемого вранья» – тогда уже успешно функционировал ScienceIndex на основе базы данных РИНЦ разрабатываемый компанией «Научная электронная библиотека». Более того, через SPIN-код РИНЦ проходила авторизация в КРН, а в самом РИНЦ уже тогда был осуществлён автоматический экспорт публикаций российских учёных из журналов Elsevier. Также работала система ИСТИНА МГУ, которую легко было бы распространить на всю Россию.
2. Далее, PwС говорит, что ими был проделан гигантский объём работы по «интеграции … сформированы алгоритмы … справочники и система показателей…». Вероятно, PwC надеется на «короткую память» пользователей, но результатами деятельности PwC может быть строчка «Наутилуса»: "здесь мерилом работы считают усталость". КРН в автоматическом режиме так и не заработала, и хоть как-то публикации загружались только через eLIBRARY, при этом добавление отсутствующих статей шло практически в «ручном режиме» администратором по запросу пользователя. Автоматическая привязка публикаций к авторам из WoS и Scopus через ID в этих системах так и не была реализована. Ну и, наконец, авторы в публикациях расставлялись в непонятном производном порядке, что вносило ещё больше бардака. Более того, одна и та же публикация могла быть учтена три раза: как русскоязычная статьи (РИНЦ) и как её переводной вариант отдельно в WoS и Scopus. Привязка отчётов и патентов шла практически «вручную»: даже найдя свою работу интегрировать её в свой профиль можно было только через оператора. При этом обмен данными с РГБ даже не был возможен в принципе и создавалось стойкое ощущение что система никак не учитывает ни место работы, ни привязку публикаций к авторам из того же РИНЦ.
3. Несомненно, что хвалебные отзывы от владельцев WoS и РИНЦ обусловлены коммерческими интересами – ведь на закупку их баз пошло значительная часть стоимости контракта.
3а. Представитель Clarivate О.Уткин говорит: «Для нас это был эффективный проект, в котором мы участвовали и продолжаем участвовать до сих пор». Однако не понятно, как эта уважаемая компания «продолжает участвовать» в проекте, который прекращён и закрыт с 2017 года (о чём в этой же статье говорит директор ГПНТБ)?
3б. Непонятно, в чём КРН «опередила свое время» по словам проректора РХТУ А.Щербины? К тому времени, например, функционировали РИНЦ и ИСТИНА, за рубежом - тот же ORCID с широчайшими возможностями. Ну и, конечно, поисковые возможности бесплатного GoogleScholar и вовсе были даже тогда не досягаемы для КРН.
3в. Генеральный директор «Научной электронной библиотеки» Г.Еременко более обтекаем в своих выводах и совершенно верно замечает что: «идеи проекта … в любом случае не пропадут и будут реинкарнированы в других проектах». Тут он совершенно прав, так как РИНЦ сейчас фактически выполняет функции КРН, при этом им удалось наладить получение и интегрирование данных от Elsevier и Clarivate. В целом, надо отдать должное РИНЦ – он постоянно прогрессирует и развивается, и даже в период существования КРН (и в отличие от КРН) огромная часть замечаний к РИНЦ была исправлена.
3г. Удивительный пассаж О.Уткина (Clarivate) что: «”Карта” значительно затрудняла «приписки» в академической системе». Однако система непредсказуемо формировала направления деятельности организаций, что может свидетельствовать об общем ошибочном алгоритме в работе системы.
4. Директор ГПНТБ Я.Шрайберг явно лукавит, когда говорит «…Давайте соберем перечень замечаний от <самих учёных>…». Например, на сайте Общества научных работников была создана специальная тема, где как раз официальные представители ГПНТБ собирали замечания и предложения. Часть из них в ГПНТБ смогли решить, но почти все принципиальные замечания «упирались» в уже созданное «ядро» программы, и без изменения почти всего машинного кода «вылечить болячки» КРН было невозможно. Оставался только «ручной режим» - но тогда администраторам КРН приходилось лично заполнять данные на каждого (!) недовольного пользователя.
5. Удивительны слова директора ГПНТБ что система «до сих пор существует» и даже «используется» - что вовсе попахивает нецелевым расходованием средств, ибо сам же г-н директор говорит, что: «Нам перестали включать эту работу в госзадание и в отдельные поручения». Более того, ранее сам же Я.Шрайберг вовсе «открестился» от всякой ответственности за этот проект. Неужели всё же КРН существует «подпольно», и какие-то энтузиасты-«повстанцы» за свой счёт её поддерживают и используют? В наш прагматический век в это как-то слабо верится.
6. Ну и, наконец, попытка выставить инициаторов создания КРН из «министерства Ливанова» как безвинно обвиняемых – это вовсе достойно Салтыкова-Щедрина. Для начала, если тогдашние замминистра и директора департаментов не понимали, что они хотят – то это говорит лишь об их профнепригодности. И тем более нельзя было принимать эту совершенно «сырую» систему, которая должна была быть «вылизана» по-максимуму дабы продемонстрировать не только амбиции, но и профессионализм Министерства под руководством Д.В.Ливанова. Вместо этого вышло бессмертное "Хотели как лучше, а получилось как всегда".
Как теперь выясняется, предпосылкой создания "Карты" была «установка свыше» провести аудит российской науки именно западной компанией с привлечением зарубежных баз данных. Но почему при этом была выбрана компания, никакого отношения не имеющая к сектору R&D? Повторюсь – уже тогда был “РИНЦ”, была “ИСТИНА”, были “ORCID”, “ResearcherID”, “Scopus author ID”, “Google Scholar”. Совершенно закономерно, что тогдашний Совет по науке при МОН и Совет Общества научных работников призвали отказаться от использования КРН. Но когда вместо конкретного результата получается, по образному выражению В.В.Путина «какая-то аналитика» - это как раз повод к прокурорскому расследованию, т.к. речь идёт не о научно-исследовательском проекте, а о создании конкретной системы с конкретными свойствами. И если научный поиск может и не дать результата, то условия министерского контракта должны были быть выполнены. Более того, примеры тех же РИНЦ и ИСТИНА показывают, что эти задачи были совершенно выполнимыми.

## Начинания-конкуренты
Подобные по задачам начинания в России пытались осуществлять и на общественных началах.
См.: Корпус экспертов по естественным наукам.